# Schlacht am Cedar Mountain
Rappahannock Station – Cedar Mountain – Thoroughfare Gap – Manassas Station Operationen – Manassas II – Chantilly/Ox Hill
Die Schlacht am Cedar Mountain oder auch Schlacht am Slaughter's Mountain oder Schlacht am Cedar Run war eine Schlacht im Sezessionskrieg, die am 9. August 1862 bei Culpeper, Virginia stattfand. Der Sieg ermöglichte es General Robert E. Lee, die Initiative zu ergreifen und die Kampfhandlungen vom Piedmont in den Norden Virginias zu verlagern.

## Lage
Die Evakuierung der Potomac-Armee der Union nach dem Ende des Halbinsel-Feldzuges begann erst am 14. August 1862. Zur Unterstützung der Evakuierung ordnete Präsident Lincoln einen Feldzug im Norden Virginias an. Generalmajor John Pope sollte mit der Virginia-Armee zum Eisenbahnknotenpunkt Gordonsville, Virginia marschieren und dort die Verbindungs- und Versorgungslinien der Konföderation in das Shenandoah-Tal zerstören.
General Lee beabsichtigte, Popes Armee noch vor dem Eintreffen McClellans im nördlichen Virginia zu schlagen und sandte ihm den linken Flügel der Nord-Virginia-Armee unter Generalmajor Thomas J. Jackson entgegen.
Die Informationen über die Positionen des jeweiligen Gegners auf beiden Seiten waren am 7. August vage. Deshalb lautete Lees Auftrag an Jackson:

“I must now leave the matter to your reflection and good judgment. Make up your mind what is best to be done under all the circumstances which surround us, and let me hear the result at which you arrive”

„Ich überlasse die Angelegenheit Ihrem Gutdünken und Ihrer guten Beurteilung. Entscheiden Sie, was unter Berücksichtigung aller Umstände am besten zu tun ist und melden Sie mir das Ergebnis Ihrer Überlegungen.“

Jackson hatte bereits vorher die Marschbefehle an die ihm unterstellten drei Divisionskommandeure erteilt und sie angewiesen, in der Reihenfolge Ewell, A.P.Hill und Winder auf verschiedenen Wegen zu marschieren und Culpeper C.H. zu erreichen. Die unterschiedlichen Wege hatte er nicht abgestimmt. So kam es am Morgen des 8. August zu erheblichen Schwierigkeiten, als A.P. Hill die Division Winders in dem Glauben vorbeiließ, es handele sich um Ewells.
Pope hatte dem Kommandierenden General des II. Korps, Generalmajor Banks, befohlen, mit den ihm unterstellten beiden Divisionen Orange C.H. zu erreichen und von dort die “Virginia & Central”-Eisenbahnlinie an mehreren Punkten zu unterbrechen.

## Schlacht

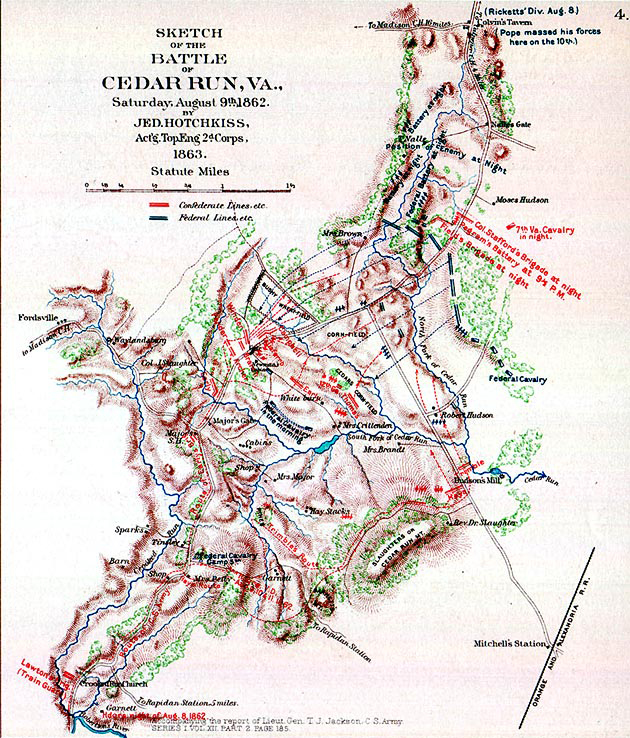
Historische Zeichnung der Schlacht

Beide Großverbände marschierten aufeinander zu und trafen im Raum 8 Meilen südlich Culpeper in der Nähe des Cedar Mountain aufeinander. Es entwickelte sich ein Begegnungsgefecht, bei dem zunächst die Artillerie die Hauptlast des Kampfes trug, damit sich die Infanterie entwickeln konnte. Beobachter nannten das Gefecht eins „der feinsten Artillerieduelle“ des Bürgerkrieges, bei dem sich Jackson und sein Divisionskommandeur Winder, als Kanoniere betätigten. Winder wurde dabei tödlich verwundet.
Banks Korps griff trotz Unterlegenheit gegen 16:30 Uhr Jackson beiderseits der Straße von Orange nach Culpeper an und es gelang ihm, Jacksons Truppen aus ihren Stellungen zu werfen. Während Ewells Division rechts der Straße ihre Stellungen weitgehend halten konnte, flüchteten die links der Straße eingesetzten Brigaden aus Winders Division nach Südwesten. Als die Schlacht auf dem linken Flügel auf des Messers Schneide stand, soll Jackson mit erhobenem Säbel, der festgerostet in der Scheide steckte, in einer und einer Flagge in der anderen Hand die ausweichenden Truppen neu geordnet und zum Stehen gebracht haben.
A.P. Hills ‘Light Division’ erreichte erst spät am Abend das Schlachtfeld. Hill führte die ihm unterstellten drei Brigaden auf dem linken Flügel in das Gefecht ein und rettete den Sieg für die Konföderierten. Dabei kam es zu einem erfolgreichen Einsatz eines Kavalleriebataillons der Union gegen die angreifende konföderierte Infanterie, der den Truppen Banks die Zeit gab, geordnet auszuweichen.

## Auswirkungen
Ein Augenzeuge beschrieb den Kampf auf dem linken Flügel der Konföderierten später als „in seiner Wildheit unübertroffen durch eine andere Kampfhandlung des gesamten Krieges“. Dazu gehört auch die Meldung des Kommandeurs des 21. Virginia-Regiments, in der er Grausamkeiten an Kriegsgefangenen aufzählt. Ein Leutnant sei unverwundet in Gefangenschaft geraten, aber als die Union ausweichen musste, habe man ihn niedergeschlagen und mit Bayonettstichen tödlich verletzt.
Das beinahe „verspätete“ Eingreifen A.P. Hills trug erheblich zu den Auseinandersetzungen zwischen Jackson und Hill bei. Beide warfen sich gegenseitig vor, Befehle ungenau gegeben, bzw. ausgeführt zu haben. Schuld daran war zu einem Großteil Jackson, der durch seine Art, detailliert zu befehlen und dabei seine eigenen Absichten so lange wie möglich geheim zu halten, Hill brüskierte. Dieser hatte während der Sieben-Tage-Schlacht eigenständig erfolgreich gekämpft und war durch Jacksons zögerliches Verhalten mehrfach in Bedrängnis geraten. Dieser Konflikt dauerte bis Jacksons Tod an.
Nach der Schlacht lagen sich die beiden Korps noch einen Tag gegenüber. Banks wich anschließend auf das Nordufer des Rappahannocks und Jackson südlich des Rapidan Rivers in den Raum Orange C.H. aus. Lee beauftragte Jackson dann Ende August, Popes Verbindungs- und Versorgungslinien zu unterbrechen, was schließlich zur zweiten Schlacht am Bull Run führte. Die Schlacht am Cedar Mountain war die letzte Schlacht, die Jackson unabhängig vom Rest der Nord-Virginia-Armee schlug.